# Haus Franken

Haus Franken auf dem Dammersfeld um 1930

Das Haus Franken lag am östlichen Hang der Dammersfeldkuppe und war bis 1938 ein Wanderheim der Rhönklubzweigvereine Würzburg und Frankfurt. Politisch gehörte das Haus erst zu Altglashütten, später zum Heeresgutsbezirk Wildflecken.

## Geschichte
Im Jahr 1917 wurde ein Pferdelazarett für die Kriegspferde des Ersten Weltkriegs erbaut. Am 20. Oktober 1920 ersteigerten die Rhönklubzweigvereine Würzburg und Frankfurt/Main gemeinsam das Haus, um ein Wanderheim daraus zu machen. Entfernte Fenster, Ofen und Herd mussten ersetzt, die Wasserleitung repariert und das Dach gedichtet werden.
Das Gelände bot im Winter ideale Bedingungen für den Skisport und im Sommer eine Wanderlandschaft mit weit reichenden Ausblicken. Dies nutzte wirtschaftlich vor allem dem Ort Reußendorf.  Die Gegend wurde vielfach gelobt.
Von da an wurde es Haus Franken genannt. Als 1938 der Truppenübungsplatz Wildflecken errichtet wurde, musste das Heim aufgegeben werden, wurde jedoch nicht abgerissen. Ende des Zweiten Weltkriegs wurde das Haus als Klubhaus der amerikanischen Soldaten genutzt. Ferdl Holzheimer wollte das Haus zu einer Skipension umbauen. Er kaufte mittels Zigarettenwährung fehlende Fenster, Türen, Tische und Stühle. 1946 wurde ihm gekündigt. Im Jahr darauf übernahm mit Unterstützung des Landrates Baus und des Flüchtlingskommissares Beck Heinz-Günter Peschke das Wanderheim. Im Jahr 1949 wurde das Gebiet erneut gesperrt und im Sommer selben Jahres brannte das erneut geplünderte Haus bis auf die Grundmauern ab. Zwei Jahre später nach Übernahme des Truppenübungsplatzes durch die Streitkräfte der Vereinigten Staaten wurde es endgültig abgerissen.
Der Rhönklubzweigverein Würzburg baute daraufhin sein Haus auf dem Farnsberg, während der Frankfurter Zweigverein den Simmelsberg in den Blick nahm.